# Gouvernement des juges
Le gouvernement des juges appelé aussi dikastocratie (aussi orthographié dicastocratie) est un terme issu de la philosophie politique. Contrairement à la démocratie ou à la dictature, par exemple, il ne s’agit pas d’une forme de gouvernement, mais d’une société dans laquelle le pouvoir suprême appartient au pouvoir judiciaire. Le terme kritarchie ou kritocratie qualifie un gouvernement par les juges.
Dans un sens plus large, la notion de « gouvernement des juges » est une critique d'une tendance qui consiste à laisser au judiciaire des décisions qui « devraient normalement relever du politique ».
L’activisme judiciaire peut être défini comme « l’autonomie que le juge s’accorde par rapport à l’autorité politique : il est d’autant plus militant qu’il se soucie moins des positions et des attitudes prises par d’autres organes de l’État ». L’expression « organes de l’État » désigne à la fois la législature et le gouvernement ou l’administration. Cet activisme est reconnu dans plusieurs pays. En France il est représenté par  « la harangue de Baudot », texte fondateur du Syndicat de la magistrature, écrit en 1968 par le magistrat, Oswald Baudot, à l’attention des jeunes juges et qui proclame : « Soyez partiaux (…) Examinez toujours où sont le fort et le faible qui ne se confondent pas nécessairement avec le délinquant et sa victime. Ayez un préjugé favorable pour la femme contre le mari, pour l’enfant contre le père, pour le débiteur contre le créancier, pour l’ouvrier contre le patron, pour l’écrasé contre la compagnie d’assurance de l’écraseur, pour le malade contre la sécurité sociale, pour le voleur contre la police, pour le plaideur contre la justice. »

## Étymologie
Dikastocratie vient du grec dikastḗs (juges) et kratein (gouverner). Il s’agit d’un terme qui signifie « gouvernement par les juges ».
Un terme similaire est kritarchie ou kritocratie, qui était le système de gouvernement par les juges bibliques (שופטים, shoftim) dans l'ancien Israël, instauré par Moïse selon le livre de l'Exode, avant l'établissement d'une monarchie unie sous Saül. Le nom étant un composé des mots grecs κριτής, krites, « juge », et ἄρχω, árkhō, « gouverner », son usage familier s'est étendu pour couvrir également le gouvernement par les juges au sens moderne du terme.
Afin d'opposer un tel pouvoir des juges (modernes) à la forme actuelle de la Constitution de 1996 de la république d'Afrique du Sud, le juge Albie Sachs a inventé le terme dikastocratie, à partir de δικαστής (« juge »), rejetant le terme « juristocratie », qui est un mélange de latin et de grec. Le mot « jurocratie » a également été utilisé par d'autres.

## Concept de gouvernement des juges

### Définition du concept
Le théoricien du droit Michel Troper distingue trois sens différents dans lesquels l'expression « gouvernement des juges » est utilisée :
1. un usage, dans lequel il y a gouvernement des juges lorsque les juges ont un pouvoir discrétionnaire-soit que les juges aient nécessairement un pouvoir discrétionnaire, soit que les juges puissent juger soit en légalité, soit en opportunité ; enfin, il pourrait y avoir gouvernement des juges « dans l’hypothèse où ceux-ci pourraient prendre des décisions politiques qui iraient à l’encontre des décisions politiques des élus » ;
2. un usage, dans lequel l'expression « gouvernement des juges » s'applique aux seuls juges constitutionnels dans leurs rapports avec le pouvoir législatif ; il y a un tel usage, quand des juges constitutionnels participent à l'exercice du pouvoir législatif-par exemple, s'ils peuvent écarter une loi-cet usage étant notamment le fait d'Édouard Lambert ; pour d'autres, notamment Léo Hamon, il n'y a gouvernement des juges que quand les juges peuvent s'autosaisir ; pour d'autres et notamment pour Kelsen, le juge gouvernerait s'il se fondait sur des principes imprécis ; pour Philippe Ardant, il n'y aurait gouvernement des juges que si les juges s'opposaient au législateur ;
3. un usage, dans laquelle il y a gouvernement des juges lorsque le juge dispose de la plénitude de la souveraineté, soit lorsqu'il y a contrôle des révisions constitutionnelles ou exercice du pouvoir constituant, soit quand le juge détermine la norme de référence qu'il applique ; c'est le sens dans lequel Maurice Hauriou et Jean Gicquel prennent l'expression « gouvernement des juges » ; selon Troper, ce dernier sens du gouvernement des juges « sert à démontrer très facilement que le gouvernement des juges n’existe pas » ; en un dernier sens, il y a « gouvernement des juges » lorsque le juge détermine lui-même les normes de référence de son contrôle.

Selon Troper, « le choix d’une définition [du gouvernement des juges] a […] une fonction essentiellement rhétorique. Elle sert à justifier la réponse à la question de savoir si l’on est en présence d’un gouvernement des juges. »
Michel Troper prône une définition différente du « gouvernement des juges » : il y a gouvernement, dit Troper, quand les décisions de justice « sont susceptibles d’avoir des conséquences pour l’organisation et le fonctionnement de la société ».
La philosophe Dominique Terré distingue trois concepts de « gouvernement des juges » :
1. un, où il y a gouvernement, dans le cas où le juge dispose d'un pouvoir discrétionnaire ;
2. un autre, dans lequel il y a gouvernement, dans le cas où le juge a trop de pouvoir au regard des exigences de la démocratie (cet excès de pouvoir pouvant notamment résulter de l'octroi du droit d'auto-saisine ou du contrôle du pouvoir constituant) ;
3. un dernier concept, dans lequel il n'y a gouvernement que si le juge fait prévaloir ses propres valeurs par rapport à celles communément admises[4].

## États-Unis
En 1803, dans l'arrêt Marbury v. Madison, la Cour suprême des États-Unis s'autoproclame compétente pour annuler les lois qu'elle juge inconstitutionnelles. Le président Thomas Jefferson critique cette décision, considérant que ce pouvoir place l'Amérique « sous le despotisme d'une oligarchie », mais c'est à partir du début du vingtième siècle que les critiques prennent de l'ampleur.
Le gouvernement des juges, expression du professeur de droit Édouard Lambert, apparaît en effet pour la première fois dans son ouvrage Le gouvernement des juges et la lutte contre la législation sociale aux États-Unis (1921). L'expression désigne alors le fait pour un juge, de privilégier son interprétation personnelle au détriment de la lettre de la loi, ce qui eue une certaine incidence[Laquelle ?] dans ce pays. À cette époque, c'est la résistance continue de la Cour suprême contre les législations des états visant à limiter le temps de travail qui motive la critique, et ce jusque dans les années 1930, avec l'opposition de Franklin Delano Roosevelt à la Cour suprême – dans l'optique du vote de réformes qu'il estimait nécessaires pour faire face à la crise de 1929. 
À partir des années 1950, les critiques visent au contraire des décisions jugées trop progressistes, comme l'arrêt Brown v. Board of Education, Reynolds v. Sims ou Loving v. Virginia.
En anglais, les américains parlent d'activisme judiciaire (Judicial activism) ou de légiférer depuis le tribunal (legislating from the bench), bien que cet argument est aussi dénoncé comme une attaque politique,.

## France
Le souci d'éviter un gouvernement des juges était déjà présent sous la Révolution française comme l'atteste la procédure du référé législatif mise en place en 1789, selon laquelle le juge devait s'adresser au législateur s'il y avait nécessité d'interpréter la loi. Inspirée par la pensée de Montesquieu, qui estimait que les magistrats devaient simplement faire appliquer la loi telle qu'elle est, la Révolution a limité grandement le pouvoir des juges. Sous l'Ancien Régime, les cours de justice, appelées des parlements, essayaient systématiquement d'accaparer le pouvoir du roi à leurs propres fins, par l'utilisation de la procédure d'enregistrement des lois : alors que l'enregistrement n'était au départ qu'une simple formalité, les parlements refusent d'enregistrer la loi qui leur déplaît, entraînant une crise qui ne se résolvait que par la soumission du roi ou du parlement (lorsque le roi tenait un lit de justice).
Aujourd'hui, l'expression « gouvernement des juges » sous-tend l'idée que les juges, dans un État et une période donnés, disposent d'un trop large pouvoir d'interprétation ; les principes constitutionnels n'étant que des axiomes.
C'est particulièrement le cas en France, pour les raisons historiques citées. Jusque dans les années 1970 avec la réforme du Conseil constitutionnel (notamment par la décision « Liberté d'association » rendue le 16 juillet 1971 par laquelle celui-ci se positionne en gardien des libertés fondamentales), les contrôles de constitutionnalité et de conventionnalité des lois ont été soit inexistants (sous la Troisième République par exemple), soit très limités.
Le général de Gaulle, lors de l'élaboration de la Cinquième République, y était absolument opposé : « En France, la meilleure cour suprême, c'est le peuple », disait-il.
Mais en France un revirement s'est opéré depuis,[réf. nécessaire] puisque le contrôle s'est généralisé de plus en plus. Le recours devant le Conseil constitutionnel est maintenant ouvert aux particuliers avec la mise en place de la question prioritaire de constitutionnalité introduite par la réforme constitutionnelle du 23 juillet 2008 (comme dans d'autres pays européens tels que l'Allemagne ou l'Italie, ou comme à la Cour suprême des États-Unis).
Il a été soutenu que la constitutionnalisation du droit était à l'origine d'un « gouvernement des juges ». La constitutionnaliste Anne-Marie Le Pourhiet dénonce ainsi ce qu'elle estime être une dérive post-démocratique, dans laquelle des normes démocratiquement adoptées sont censurées, du fait de l'« interprétation « à la lumière des conditions d'aujourd'hui », donnée par une poignée de juges d'une disposition constitutionnelle [...] très vague, offrant en réalité une marge d'appréciation discrétionnaire ». Georges Vedel s'oppose à cette position, avec la théorie du « lit de justice » : pour Georges Vedel, il n'y a pas de gouvernement du juge constitutionnel car le constituant peut modifier la Constitution, afin de s'opposer aux interprétations du juge constitutionnel,.
Auteur en 2017 d'un ouvrage intitulé Le droit contre la démocratie ?, le constitutionnaliste Bertrand Mathieu affirme l'existence d'un « glissement du pouvoir des mains du législateur, chargé de représenter l'intérêt général, au profit du juge, compétent pour trancher entre des intérêts individuels ».

## Canada
Au Canada, on s'entend généralement pour dire que le gouvernement des juges commence au moment du rapatriement de la Constitution du Canada par Pierre Elliott Trudeau (1982). Ce rapatriement a consisté à récupérer les pleins pouvoirs sur l'Acte de l'Amérique du Nord britannique, principale loi constitutive du Canada, mais loi de la Grande-Bretagne et ne pouvant donc jusque-là être modifiée que par elle. En rapatriant la Constitution, Trudeau en profite pour lui adjoindre une charte des droits et libertés sur laquelle sont depuis basées de nombreuses décisions de la Cour suprême du Canada tranchant des questions sociales épineuses et invalidant différentes lois des provinces, et notamment les lois linguistiques du Québec. L'économiste et ancien ministre québécois Rodrigue Tremblay explique ainsi que l'adoption de la Charte des droits et libertés « transférait de facto à des juges non élus une part importante des pouvoirs et prérogatives des Parlements et des gouvernements élus. C'est pourquoi plusieurs parlent depuis ce « coup de force » politique d'un système canadien caractérisé par un « gouvernement des juges », nommés jusqu'à l'âge de 75 ans, plutôt que celui des élus, responsables devant la population ». »
Pour plusieurs commentateurs, cette manœuvre de Pierre Elliott Trudeau avait pour but de faire échec au mouvement nationaliste québécois en donnant priorité aux droits individuels sur les droits collectifs (ce qui se manifeste principalement dans le domaine de la langue).

## Défense du gouvernement des juges
Hans Kelsen, pour lutter contre la critique du gouvernement des juges, a développé la théorie du rôle du « juge aiguilleur ». Ainsi, selon lui, le juge constitutionnel, lorsqu'il censure une disposition contraire à la Constitution (et non lorsqu'il dégage une norme de façon prétorienne), ne fait qu'indiquer au législateur qu'il lui faut d'abord réviser la Constitution avant de pouvoir faire adopter cette loi.
Mais la révision constitutionnelle est beaucoup plus dure à obtenir puisqu'elle nécessite un référendum ou une super-majorité (trois cinquièmes des parlementaires en France). Aux États-Unis elle est même quasi impossible : tout amendement à la Constitution doit être adopté par les trois quarts des États en plus de recueillir une large majorité au Congrès fédéral. Par ailleurs, elle soulève un problème politique, en portant atteinte au marbre de la Constitution.
Au Canada, Jocelyn Maclure rejette les accusations de « gouvernement des juges » appliquées à l'encontre de la Cour suprême du Canada, plus haut tribunal du pays. Il estime plutôt, comme Jürgen Habermas, que la légitimité d'un État repose sur le « dualisme », à savoir un équilibre entre l'État de droit protégé par les tribunaux d'une part et la souveraineté populaire incarnée par les Parlements d'autre part.

#### Ouvrages classiques
- Édouard Lambert, Le gouvernement des juges et la lutte contre la législation sociale aux États-Unis. L'expérience américaine du contrôle judiciaire de la constitutionnalité des lois, Giard (Dalloz, 2005), 1921 (réimpr. 2005)

#### Ouvrages récents
- Christophe Boutin, Bruno Daugeron et Frédéric Rouvillois (dir.), Contre le gouvernement des juges ?, Cerf, 2023.
- Séverine Brondel, Norbert Foulquier et Luc Heuschling (dir.), Gouvernement des juges et démocratie, éditions de la Sorbonne, 2001 (lire en ligne ).
- Manuella Cadelli et Jacques Englbert (dir.), Gouvernement des juges : une accusation, une vertu et une analyse critique, Anthemis, 2020.
- Frédéric Rouvillois, Le gouvernement des juges. Histoire d'un mythe politique, Desclée de Brouwer, 2023.
- Michel Troper, Le gouvernement des juges, mode d'emploi, Presses universitaires de Laval, 2006.
- Vincent Sizaire, Gouverner les juges, pour un pouvoir judiciaire pleinement démocratique, Éditions La Dispute, 2024.